# Жэньхуа
Жэньхуа́ (кит. упр. 仁化, пиньинь Rénhuà) — уезд городского округа Шаогуань провинции Гуандун (КНР).

## История
Впервые уезд был создан в Эпоху Южных и северных династий в конце V века, когда эти места находились в составе южной империи Ци, но после смены империи Ци на империю Лян он был расформирован. Во времена империи Тан он был в 688 году создан вновь, но во времена империи Сун он был в 973 году присоединён к уезду Лэчан. В 1000 году уезд Жэньхуа был создан в третий раз.
В 1950 году был образован Специальный район Бэйцзян (北江专区), и уезд вошёл в его состав. В 1952 году Специальный район Бэйцзян был расформирован, и был образован Административный район Юэбэй (粤北行政区). В конце 1955 года было принято решение о расформировании Административного района Юэбэй, и в 1956 году был создан Специальный район Шаогуань (韶关专区). В ноябре 1958 года уезд Жэньхуа был присоединён к городу Шаогуань, войдя в состав Пригородного района, но уже в январе 1961 года он был вновь выделен в отдельный уезд. В 1970 году Специальный район Шаогуань был переименован в Округ Шаогуань (韶关地区). В 1983 году округ Шаогуань был преобразован в городской округ.

## Административное деление
Уезд делится на  1 уличный комитет и 10 посёлков.